# Enargia tadzhikistanica
Enargia tadzhikistanica är en fjärilsart som beskrevs av Degtyareva 1981. Enargia tadzhikistanica ingår i släktet Enargia och familjen nattflyn. Inga underarter finns listade i Catalogue of Life.